# Силко, Лесли Мармон
Лесли Мармон Силко (англ. Leslie Marmon Silko, урождённая Лесли Мармон; 5 марта 1948 г.) — американская писательница, индейского происхождения. Является одной из ключевых фигур в Первой волне индейского Возрождения, по мнению литературного критика Кеннета Линкольна. Силко была одной из первых получателем гранта Фонда Макартура в 1981 году, Премии Круга американских писателей за заслуги в 1994 году и премии Робаерта Кирша в 2020. В настоящее время она проживает в Тусоне, штат Аризона.

## Биография
Лесли Мармон Силко родилась в Альбукерке, штат Нью-Мексико. Её родителями были Леланд Ховард Мармон, известный фотограф, и Мэри Вирджиния Лесли, учительница. Она выросла в индейской резервации Лагуна Пуэбло. Силко является представителем смешанной расы индейцев лагуна-пуэбло (племя, говорящее на кересе), англо-американцев и мексиканских американцев, В своих письмах она подчеркивает свое происхождение от лагуны. Силко выросла на окраине общества пуэбло — дом её семьи находился на окраине резервации Лагуна-Пуэбло, так эти слова можно интерпретировать и в переносном смысле, поскольку ей не разрешалось участвовать в различных племенных ритуалах или присоединяться к каким-либо религиозным обществам пуэбло. Пока её родители работали, о Силко и двух её сестрах заботились их бабушка Лили Стагнер и прабабушка Хелен Ромеро, обе были рассказчицами. Лесли многое узнала из традиционных историй народа Лагуна от своей бабушки, которую она звала А’мух, своей тети Сьюзи и дедушки Хэнка в свои ранние годы. В результате Силко всегда больше всего отождествляла себя со своим родом Лагуны, заявив в интервью Алану Вели: «Я имею смешанное происхождение, но то, что я знаю, это Лагуна».
Образование Силко получила от дошкольного до четвёртого класса в школе Laguna BIA (Бюро по делам индейцев), а затем в индийской школе Альбукерке (частная дневная школа). Лесли получила степень бакалавра в Университете Нью-Мексико в 1969 году — она некоторое время посещала юридический факультет Университета Нью-Мексико, прежде чем полностью посвятить себя литературной карьере.